# Greater Taung Local Municipality
Greater Taung (englisch Greater Taung Local Municipality) ist eine Lokalgemeinde im Distrikt Dr Ruth Segomotsi Mompati der südafrikanischen Provinz Nordwest. Der Sitz der Verwaltung befindet sich in Taung. Bürgermeister ist Nyoko Motlhabane.
Der Gemeindename stammt aus dem Setswana und bedeutet wörtlich „Platz des Löwen“, genauer: „Platz des traditionellen Oberhaupts Tau“ vom Stamm der Barolong.

## Städte und Orte
- Boipelo
- Motsweding
- Pampierstad
- Pudimoe
- Reivilo
- Taung

## Bevölkerung
Im Jahr 2011 hatte die Gemeinde 177.642 Einwohner in 48.613 Haushalten auf einer Gesamtfläche von 5635,47 km². Davon waren 98,2 % schwarz und 1 % Coloured. Erstsprache war zu 89,9 % Setswana, zu 1,7 % isiXhosa, zu jeweils 1,5 % Englisch und Sesotho, zu 1,3 % Afrikaans und zu 0,7 % isiZulu.